# Eucinetomorphus minusculus
Eucinetomorphus minusculus es una especie de coleóptero de la familia Tetratomidae.

## Distribución geográfica
Habita en Costa de Marfil.